# 미야다테 료타
미야다테 료타(일본어: 宮舘涼太, 1993년 3월 25일 ~ )는 일본의 아이돌이며, Snow Man의 멤버이다.
애칭은 다테사마. 도쿄도 에도가와구 출신. STARTO ENTERTAINMENT 소속.

## 약력
- Star Light Studio(現 라이징 프로덕션) 출신. 당시에는 Lead 등의 백댄서를 했었다.
- 2005년 10월 1일, 쟈니즈 사무소 입소.
- 2006년 8월, 댄스 유닛 Jr.BOYS에 가입. 같은 시기에 기간 한정 유닛 Kitty Jr.의 하위 멤버로 선택.
- 2009년, Mis Snow Man이 결성.
- 2012년 5월, Snow Man이 결성.

## 인물[2]
- 1남 2녀로 장남. 여동생들과는 5살, 8살 차이가 난다.
- 같은 그룹의 와타나베 쇼타와는 유치원 때부터 친구. 초등학교, 고등학교, 대학교가 같다.[3] 와타나베도 같은 Star Light Studio(現 라이징 프로덕션) 출신.
참고로 쟈니스 Jr. 노자와 유키도 Star Light Studio(現 라이징 프로덕션) 출신이다.
- 자신의 장점은 포기하지 않고, 지는 걸 싫어하는 것. 단점은 금방 얼굴에 드러나는 것.
- 취미는 서핑과 스케이트보드. 특기는 서핑.
- 존경하는 선배는 KAT-TUN의 카메나시 카즈야.

## 출연

### 영화
- HOT SNOW (2011년 7월 9일 개봉) -레이센 마사카츠 役
- 극장판 사립 바카레아 고교 (2012년 10월 13일 개봉) -칸자키 노리유키 役
- 극장판 가면 티처 (2014년 2월 22일 개봉) -회계 役

### CM
- 로토제약 OXY 데오드란트 바디로션 (2008년)
- 닛신식품 닛신야키소바 U.F.O (2009년)

### 음악방송
- 더 소년구락부 (2005년 ~ 현재, NHK BS 프리미엄)

### 버라이어티
- 스마시프 (2014년 3월 9일, TV 아사히)

### PV
- GYM 「フィーバーとフューチャー」 (2006년)
- 타키 앤 츠바사 「愛はタカラモノ」 (2010년)
- 타키 앤 츠바사 「REAL DX」 (2012년)
- A.B.C-Z 「Twinkle Twinkle A.B.C-Z」 (2013년)
- A.B.C-Z 「Shower Gate」 (2015년)